# Paola Tapia
Tapia  Salas est un nom espagnol. Le premier nom de famille, en général paternel, est Tapia ; le second, en général maternel, souvent omis, est Salas.
Paola Alejandra Tapia Salas (Viña del Mar, 9 août 1975) est une avocate et femme politique chilienne. Elle a été ministre des Transports et des Télécommunications entre 2017 et 2018.

## Carrière professionnelle et politique
Tapia étudie le droit à l'Université Catholique du Chili, et obtient son diplôme d'avocate. Elle est également titulaire d'un magister en Droit de l'Université Catholique de Valparaíso, et d'un diplôme en Gestion Publique et d'un diplôme en Politiques Publiques de l'Université du Chili. Elle exerce comme professeure à la Faculté de Sciences Juridiques et Sociales de l'Université de Talca.
En 2004 elle commence à travailler au Ministère des Transports et des Télécommunications, dans le Département de Contrôles. En avril 2006 elle devient directrice de la Division Juridique du sous-secrétariat aux Transports et deuxième adjointe au sous-secrétariat aux Transports, durant le ministère de Sergio Espejo. Elle est par la suite conseillère du ministre René Cortázar (2007-2010). Pendant la première administration Piñera elle est avocate de la Junte Aéronautique Civile.
En 2013, lors du deuxième mandat de Michelle Bachelet Jeria, elle entre de nouveau au ministère en tant que conseillère du ministre Andrés Gómez-Lobo sur les questions législatives. Pendant cette période elle est aussi vice-présidente de l'entreprise Tren Central (jusqu'en 2014) et conseillère du Comité Sistema de Empresas du Ministère d'Économie, de Développement et du Tourisme. Le 14 mars 2017 elle est nommée ministre des Transports et des Télécommunications, après la démission de Gómez-Lobo. Elle devient ainsi la première femme à occuper ce poste depuis la création du Ministère en 1974. Elle quitte le ministère en mars 2018 lors du changement de gouvernement et est remplacée par Gloria Hutt.
Elle n'est affiliée à aucun parti politique.